# 列缺穴

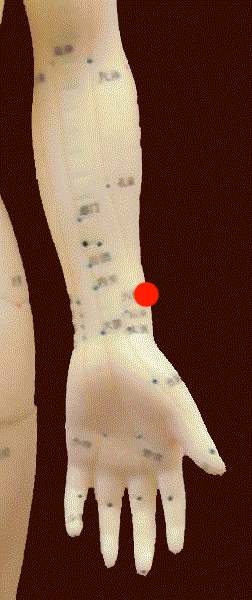
圖中紅點處為列缺穴

列缺穴（LU 7），穴道名，屬於手太陰肺經，出自《靈樞·經脈》，又名「童玄」。本穴是手太陰肺經的絡穴，手太陰肺經從此穴分支走向手陽明大腸經。也是八脈交會穴之一，通於任脈。又是四總穴、馬丹陽天星十二穴之一。
列，是指「分解」；缺，即是「器破」的意思；列缺，指的是「天閃」。中國古代稱閃電，也就是天上的裂縫（天門）為列缺。肺臟位於胸中，居五臟六腑之上，象徵「天」。手太陰肺經從此穴分支，而別通手陽明大腸經脈，脈氣由此別裂而去，像是天庭的裂縫。又本穴位于橈骨莖突上方，在肱橈肌腱與拇長展肌腱之間，有如裂縫的地方，所以名為列缺。

## 定位
在前臂橈側緣，橈骨莖突上方，腕橫紋上一寸五分。

## 取穴法
取穴時以兩手虎口交叉，一手食指押在另一手的橈骨莖突上，當食指尖所至凹陷處是穴。
- 《甲乙經》：去腕上一寸五分。
- 另有一說，《太平聖惠方》：腕上一寸。

## 局部解剖
在肱橈肌腱與拇長展肌腱之間，分布有前臂外側皮神經和橈神經淺支，及頭靜脈、橈動脈、橈靜脈分支。

## 刺灸法
沿皮刺0.3-0.5寸。可灸。

## 主治
有宣肺理氣、利咽寬胸、通經活絡之效。本穴為手太陰絡穴，能溝通手太陰肺與手陽明大腸經，所以能治肺經的咳嗽氣喘，又能治大腸經的頭痛項強、口眼歪斜、牙痛等。也能治本絡脈的虛實病候。又因為是八脈交會穴，配合照海穴可治肺系、咽喉、胸膈的病候。主治如下：
肺系疾患：咳嗽氣喘、咽喉腫痛
頭項部疾患：頭痛項強、口眼歪斜、牙痛
其他：掌中熱、半身不遂、惊癇，溺血、小便熱、陰莖痛
《十總穴歌》：頭項尋列缺。